# Лаппаконітину гідробромід
Лаппаконітину гідробромід (англ. Lappaconitine hydrobromide) — природний антиаритмічний препарат, що належить до підкласу Іс антиаритмічних препаратів. Лаппаконітину гідробромід може застосовуватися як перорально, так і парентерально (внутрішньом'язово та внутрішньовенно). За своєю хімічною структурою є бромистоводневою сіллю алкалоїду лаппаконітину, який отриманий із трави аконіту білоустого (Aconitum leucostomum) та кореневища із коренями аконіту північного (Aconitum septentrionale). Лаппаконітину гідробромід розроблений наприкінці 70-х років у колишньому Радянському Союзі, в Інституті хімії рослинних речовин АН Узбекистану, поступив для клінічних досліджень у 1982 році, та дозволений для клінічного використання у 1989 році. Натепер лаппаконітину гідробромід застосовується суто в кількох країнах колишнього СРСР (випускається в Узбекистані, права на торговельну марку належать російській компанії) під торговельною маркою «Аллапінін».

## Фармакологічні властивості

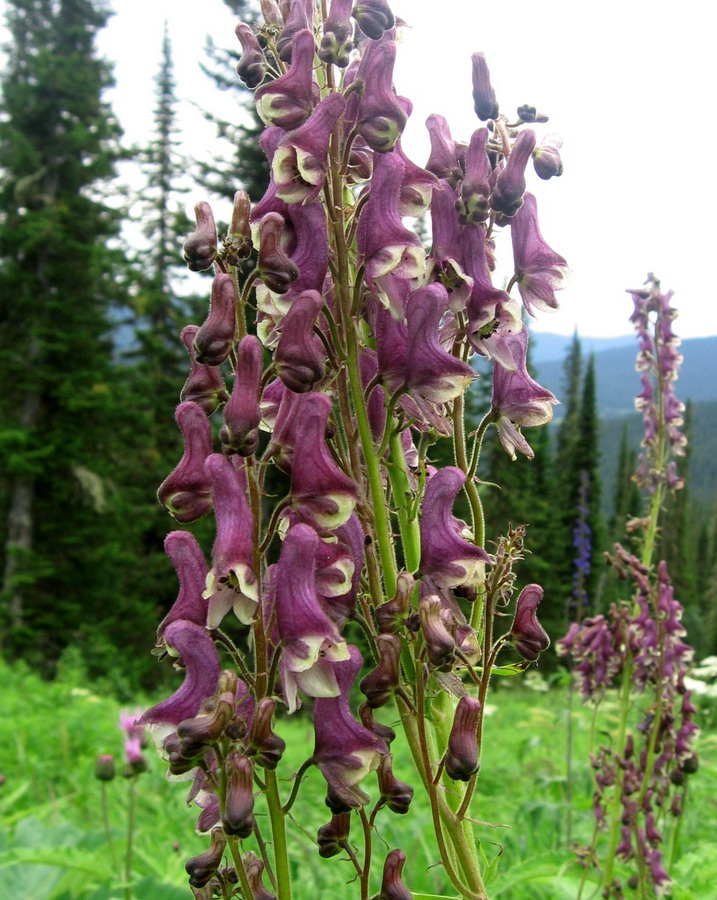
Аконіт білоустий — основне джерело отримання лаппаконітину

Лаппаконітину гідробромід — природний препарат, що є алкалоїдом, який добувається переважно із трави аконіту білоустого (Aconitum leucostomum). Механізм дії препарату полягає у інгібуванні швидких натрієвих каналів. Згідно даних виробників препарату, лаппаконітину гідробромід також уповільнює провідність у атріовентрикулярному вузлі та шлуночках, подовжує тривалість та ефективний рефрактерний період потенціалу дії кардіоміоцитів у передсердях, атріовентрикулярному вузлі, пучку Гіса та волокнах Пуркіньє. Препарат не впливає на тривалість інтервалу QT, на провідність у AV-вузлі в антеретроградному напрямку, на частоту серцевих скорочень, скоротливість міокарду (лише при відсутності явищ серцевої недостатності), не пригнічує автоматизм синусового вузла та не знижує артеріальний тиск. Згідно з даними клінічних досліджень, які проводились суто в Росії, лаппаконітину гідробромід ефективний при застосуванні у випадку монофокусних передсердних тахікардій, пароксизмальній реципрокній АВ–вузловій тахікардії, реципрокних ортодромних тахікардій при наявності додаткових шляхів проведення імпульсу, приступах миготливої аритмії, відносно ефективний при шлуночковій екстрасистолії без органічних змін у міокарді. Проте препарат неефективний при більшості випадків приступів пароксизмальних надшлуночкових тахікардій при внутрішньовенному застосуванні (у зв'язку із повільним настанням ефекту), а також збільшує смертність при його застосуванні при шлуночкових аритміях у хворих із перенесеним інфарктом міокарду та іншими органічними ураженнями міокарду. Згідно досліджень частини російських науковців, лаппаконітину гідробромід може бути ефективним при лікуванні приступів фібриляції передсердь при сумісному його застосуванні з антиаритмічними препаратами ІІІ групи, зокрема, соталолом або аміодароном. Проте ефективність лаппаконітину гідроброміду не перевірена у великих рандомізованих дослідженнях.

### Фармакокінетика
Лаппаконітину гідробромід добре всмоктується у шлунково-кишковому тракті, проте біоступність при пероральному прийомі становить 40 % у зв'язку із ефектом першого проходження через печінку. При парентеральному застосуванні біодоступність препарату становить 100 %. Початок дії лаппаконітину гідроброміду після внутрішньовенного застосування спостерігається за 15—20 хвилин, при пероральному застосуванні протягом 40—60 хвилин. Препарат добре розподіляється в тканинах організму, проходить через гематоенцефалічний бар'єр. Метаболізується препарат у печінці. Виводиться лаппаконітину гідробромід у вигляді метаболітів із сечею. Період напіввиведення препарату становить 1—1,2 години, цей час збільшується у кілька разів при печінковій або нирковій недостатності.

## Показання до застосування
Лаппаконітину гідробромід застосовується для лікування шлуночкових та надшлуночкових екстрасистолій, при пароксизмальних порушеннях ритму (у тому числі при синдромі WPW, а також при миготливої аритмії і фібриляції передсердь), та пароксизмальних щлуночкових тахікардіях без ознак органічних уражень міокарду.

## Побічна дія
При застосуванні лаппаконітину гідроброміду нечасто можуть спостерігатись наступні побічні ефекти:
- Алергічні реакції — шкірні алергічні реакції, гіперемія шкірних покривів.
- З боку нервової системи — головний біль, головокружіння, відчуття важкості в голові, атаксія, диплопія.
- З боку серцево-судинної системи — синусова тахікардія при тривалому застосуванні, порушення атріовентрикулярної та внутрішньошлуночкової провідності, проаритмогенна дія, подовження інтервалу PQ та розширення комплексу QRS на ЕКГ.

## Протипокази
Лаппаконітину гідробромід протипоказаний при підвищеній чутливості до препарату, AV-блокаді ІІ та ІІІ ступеня без штучного водія ритму, важкій та помірній серцевій недостатності III—IV класу по класифікації NYHA, кардіогенному шоці, вираженій гіпертрофії лівого шлуночка, постінфарктному кардіосклерозі, важких порушеннях функції печінки та нирок, у дитячому та підлітковому віці. З обережністю застосовують препарат при AV-блокаді I ступеня, синдромі слабості синусового вузла, закритокутовій глаукомі, брадикардії, гіперплазії передміхурової залози, блокаді однієї з гілок пучка Гіса, порушеннях електролітного обміну (гіпокаліємія, гіперкаліємія, гіпомагніємія), при одночасному застосуванні з іншими антиаритмічними препаратами, при вагітності та годуванні грудьми.

## Форми випуску
Лаппаконітину гідробромід випускається у вигляді таблеток по 0,025 г та ампул по 2 мл 0,5 % розчину для парентерального застосування.